# Martina Schild
Martina Schild, född 26 oktober 1981, är en schweizisk tidigare utförsåkare.
Schild tog silver i störtlopp vid de olympiska vinterspelen 2006.